# Muara Danau (Pelawan)
Muara Danau is een bestuurslaag in het regentschap Sarolangun van de provincie Jambi, Indonesië. Muara Danau telt 789 inwoners (volkstelling 2010).